# Sanvi Panou
Sanvi Alfred Panou, né le 15 juillet 1945 à Lomé, est un comédien, réalisateur, producteur et distributeur bénino-togolais.

## Carrière
Ancien élève du cours Simon de Paris, Sanvi Panou fonde dès 1990 le cinéma La Clef-Images d'Ailleurs[réf. nécessaire], premier espace cinématographique entièrement consacré aux films de la diversité. Images d'Ailleurs est classée cinéma Art et Essai.
Homme de poésie, Sanvi Panou fut le premier slameur africain sur le label Saravah de Pierre Barouh en 1970, accompagné par le célèbre groupe surréaliste américain de free jazz Art Ensemble of Chicago.
À ses débuts, il crée un premier spectacle « Black Power » qui est un montage de textes des militants des Black Panthers avec des textes de Stokely Carmichael, Angela Davis et d'autres militants de cette époque.
Sanvi Panou ne connaît aucune barrière dans son parcours artistique. Il continue de toucher à tous les domaines cinématographiques.
Avec la maison Orisha, Sanvi Panou commence sa carrière de producteur et réalisateur.
En 2000, la société O-Lympide verra le jour au Bénin. Cette maison de production et de distribution cinématographique a pour vocation de promouvoir le cinéma et les cinéastes africains.
En 2005, Sanvi Panou fut nommé président du jury du Festival panafricain du cinéma et de la télévision de Ouagadougou (FESPACO).

## Slam
En tant que premier slameur-rappeur noir de France, Sanvi Panou enregistra dès 1970, chez Saravah : 
- Je suis un Sauvage
- Le Moral nécessaire

## Filmographie
Acteur
- 1967: Week-end de Jean-Luc Godard
- 1969: La Grande lessive (!) de Jean-Pierre Mocky
- 1981: Le Sang du flamboyant de François Migeat : René Dumas, dit Albon (rôle principal)

Réalisateur
- 1998: Pressions (Rentrez chez vous), fiction sur le thème de l'exil politique, prix du court métrage au festival Quintessence
- 2005: Beauté grandeur nature, documentaire sur la valorisation des femmes rondes et plaidoyer pour un autre canon de beauté dans l'Afrique contemporaine
- 2006: L'Amazone candidate, documentaire sur la deuxième femme africaine à briguer un mandat présidentiel. La première étant Ellen Johnson Sirleaf du Libéria.
- 2008: Deuxième bureau, série télévisée (6 épisodes de 26 min) tournée au Bénin